# Gilles de Robien

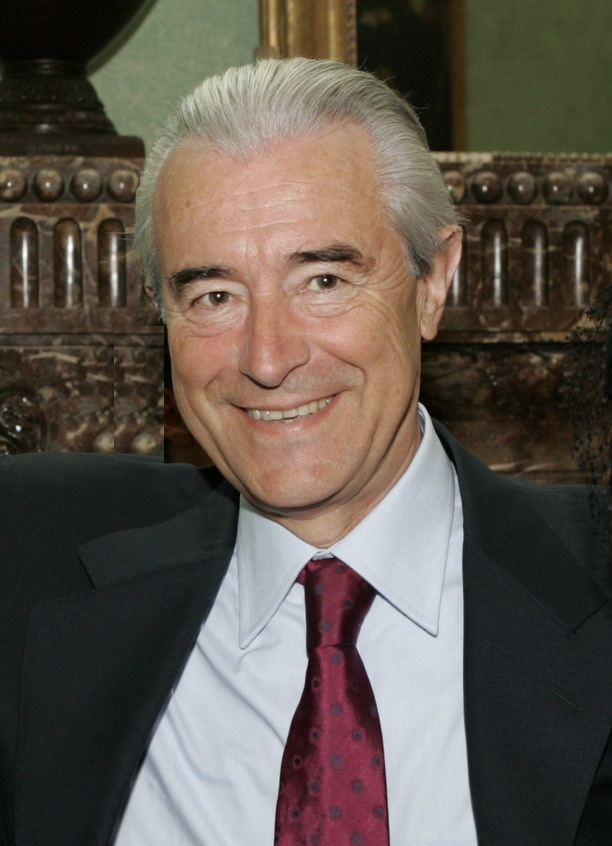
De Robien in 2005

Gilles de Robien (Cocquerel, Somme, Frankrijk, 10 april 1941) is een Frans politicus en lid van de UDF.
Van 2005 tot 2007 was hij minister van onderwijs in de regering van Dominique de Villepin en tevens burgemeester van Amiens. Daarvoor was hij in de regering van Jean-Pierre Raffarin minister van verkeer en toerisme. In die hoedanigheid heeft hij gezorgd voor het plaatsen van flitspalen langs de Franse wegen, waardoor het hoge aantal doden op de Franse snelwegen verminderde.
In april 2007 maakte de Robien bekend dat hij tijdens de presidentsverkiezingen niet de centrumfiguur François Bayrou zou steunen maar Nicolas Sarkozy van de concurrerende UMP.
In 2007-2008 was hij opnieuw burgemeester van Amiens. In 2007 werd hij benoemd tot ambassadeur, belast met het bevorderen van de sociale cohesie en vertegenwoordiger van Frankrijk in de raad van bestuur van de BIT of ILO. Op 15 juni 2012 is hij tot voorzitter van deze instelling verkozen.
- Bibliothèque nationale de France: cb123067699 (data)
- Gemeinsame Normdatei: 123169097
- International Standard Name Identifier: 0000 0000 5570 2385
- Library of Congress Control Number: n92031533
- Nationale Bibliotheek van Israël: 987007267163805171
- Nederlandse Thesaurus van Auteursnamen: 227546393
- Système universitaire de documentation: 031945759
- Virtual International Authority File: 73919556
- WorldCat: E39PBJyWXfqQGVph4Vmmdk6Yfq